# Mucurueini
Mucurueini (Mukurweini) é uma cidade do Quênia situada na antiga província Central, no condado de Nieri. De acordo com o censo de 2019, havia 6 508 habitantes.